# Konstantin Konstantinowitsch Chrenow
Konstantin Konstantinowitsch Chrenow (russisch Константи́н Константи́нович Хре́нов; * 13. Februarjul. / 25. Februar 1894greg. in Borowsk, Russisches Kaiserreich; † 12. Oktober 1984 in Hajssyn, Ukrainische SSR) war ein russischer Metallurg, Schweißpionier und Hochschullehrer.

## Leben
Chrenow studierte am St. Petersburger (dann Leningrader) Elektrotechnik-Institut (LETI) Elektrochemie mit Abschluss 1918. 1921–1925 war er Dozent am Lehrstuhl für Allgemeine Chemie des LETI.
1928–1947 lehrte Chrenow am Moskauer Elektromechanischen Institut der Eisenbahningenieure. Daneben leitete er 1933–1946 den Schweiß-Lehrstuhl der Technischen Universität Moskau. Er entwickelte neuartige Schweißverfahren, Geräte für die Stromversorgung, für die Elektrodenbeschichtung sowie das Diffusionsschweißen und das Plasmaschneiden. Insbesondere erfand er das Schweißen und Trennen von Metallen unter Wasser, das er als Erster 1932 mit erfolgreichen Tests am Schwarzen Meer vorführen konnte. Schon 1936–1938 wurde das Unterwasserschweißen praktisch angewendet beim Bergen eines gesunkenen Schiffes im Schwarzen Meer und bei der Reparatur von Schiffen und Brücken (und verstärkt während des Deutsch-Sowjetischen Krieges). 1940 wurde Chrenow zum Doktor der Technischen Wissenschaften promoviert.
Nach dem Krieg wurde Chrenow 1945 Mitglied der Ukrainischen Akademie der Wissenschaften, deren Präsidiumsmitglied er 1953 wurde. Er arbeitete im Institut für Elektroschweißen (1945–1948 und wieder ab 1963 bis zum Ruhestand), im Institut für Baustatik (1948–1952) und schließlich im Institut für Elektrotechnik der Ukrainischen Akademie der Wissenschaften. 1947–1958 lehrte er als Professor am Kiewer Polytechnischen Institut (KPI). 1953 wurde er Korrespondierendes Mitglied der Akademie der Wissenschaften der UdSSR.

## Ehrungen
- Stalinpreis (1946) für die Entwicklung und Anwendung des Unterwasserschweißens
- Leninorden
- Orden der Oktoberrevolution
- Verdienter Wissenschaftler und Techniker der Ukrainischen SSR (1970)
- Preis des Ministerrats der UdSSR (1982)
- Medaille „Zum 1500-jährigen Jubiläum Kiews“
- Staatspreis der UdSSR (1986 postum) für die Entwicklung und Einführung von Schweißverfahren in die Volkswirtschaft